# Boëcé
Boëcé ist eine französische Gemeinde mit 125 Einwohnern (Stand: 1. Januar 2022) im Département Orne in der Region Normandie; sie ist Teil des Arrondissements Mortagne-au-Perche und des Kantons Mortagne-au-Perche (bis 2015: Kanton Bazoches-sur-Hoëne). Die Einwohner werden Boëcéens genannt.

## Geographie
Boëcé liegt etwa 32 Kilometer nordöstlich von Alençon. Umgeben wird Boëcé von den Nachbargemeinden La Mesnière im Norden und Westen sowie Courgeoût im Süden und Osten. 
Durch die Gemeinde führt die Route nationale 12. 

## Bevölkerungsentwicklung
| Jahr                      | 1962 | 1968 | 1975 | 1982 | 1990 | 1999 | 2006 | 2013 |
| Einwohner                 | 101  | 77   | 84   | 79   | 101  | 104  | 129  | 115  |
| Quelle: Cassini und INSEE |      |      |      |      |      |      |      |      |

## Sehenswürdigkeiten

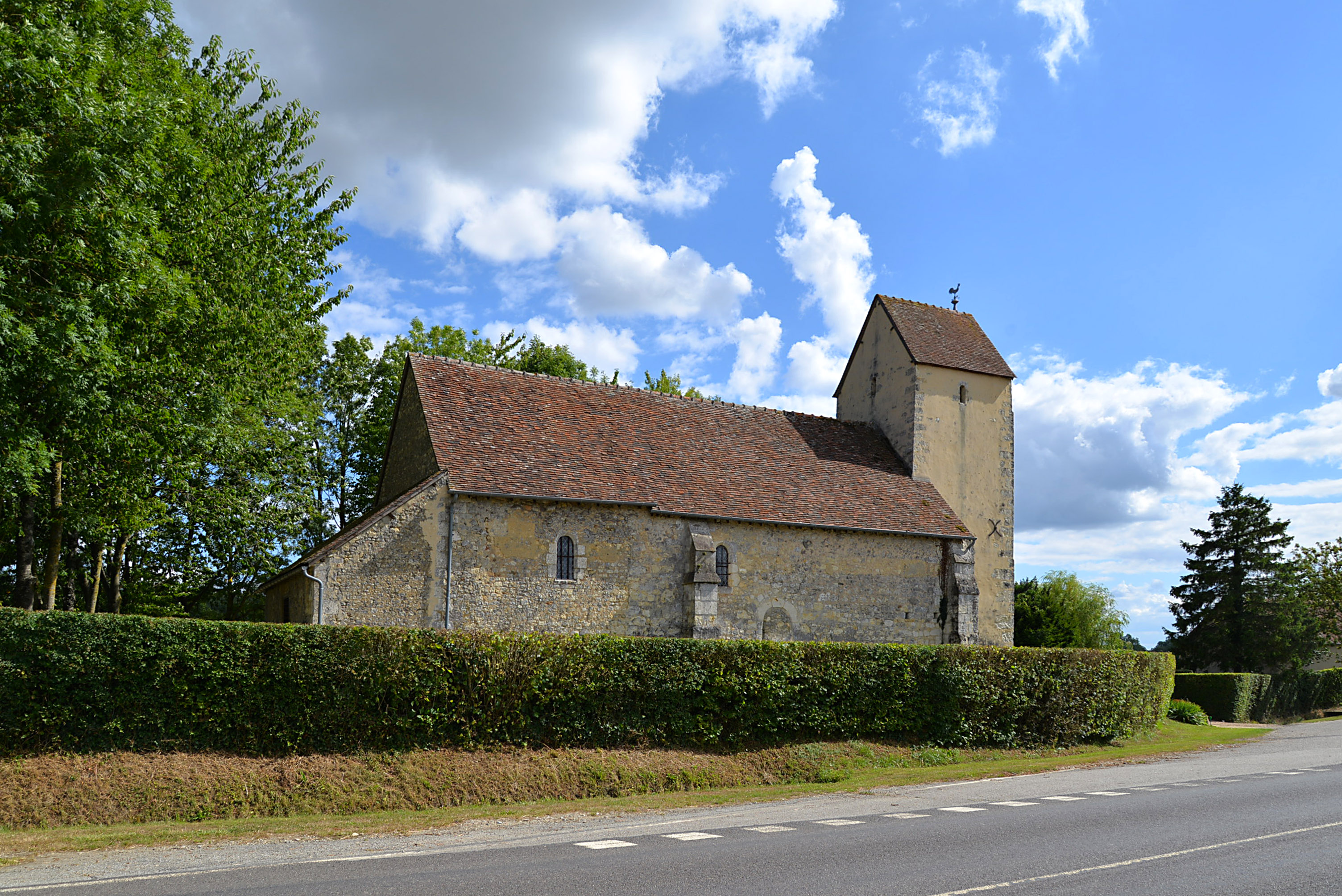
Kirche Saint-Aubin

- Kirche Saint-Aubin